# Helle Hertz
Helle Hertz Bro (født 29. oktober 1943 på Frederiksberg) er en dansk skuespillerinde.
Oprindelig arbejdede hun som fotomodel.
Fra 1960-1964 var hun Lommerpige (korpige) på ABC Teatret, hvorefter hun de næste 10 år var tilknyttet Det ny Scala, Allé-Scenen og Gladsaxe Teater.
Fra radioen husker mange hende fra serien Karlsens Kvarter, der fra 1968 og gennem fem år var en stor succes.
I tv har hun bl.a. optrådt i serierne Een stor familie og Mor er major.
Hun er søster til skuespillerinden Lone Hertz og skuespilleren Tony Rodian, og mor til Anders Peter Bro, Nicolas Bro og Laura Bro, som alle er blevet skuespillere. Disse børn har hun med sin tidligere mand, skuespilleren Christoffer Bro.
Herefter levede hun i 16 år med Betty Nansen Teatrets direktør Henrik Hartmann.
Helle Hertz har bl.a. modtaget Poul Reumerts legat, Bodil Ipsens Jubilæumslegat, Clara Pontoppidans Fødselsdagslegat og Adam Oehlenschläger-legatet.

## Filmografi
Blandt de film hun har medvirket i kan nævnes:
- Poeten og Lillemor og Lotte – 1960
- Der brænder en ild – 1962
- Rikki og mændene – 1962
- Det tossede paradis – 1962
- Frøken April – 1963
- Selvmordsskolen – 1964
- Halløj i himmelsengen – 1965
- Ih, du forbarmende – 1966
- Det er ikke appelsiner - det er heste – 1967
- Dr. Glas – 1968
- Helle for Lykke – 1969
- Kys til højre og venstre – 1969
- Rend mig i revolutionen – 1970
- Slægten – 1978
- Vinterbørn – 1978
- Med lille Klas i kufferten – 1983
- Ballerup Boulevard – 1986
- Take it Easy – 1986
- Davids bog – 1996
- Rene hjerter – 2006
- De vildfarne (2016)